# Cool Change
Cool Change is de tweede aflevering van de Amerikaanse dramaserie CSI: Crime Scene Investigation welke is gelokaliseerd in Las Vegas, Nevada.

## Plot
Na het Holly Gribs-incident is Gil Grissom het hoofd van de ploeg geworden en is Brass verplaatst naar moordzaken. Grissom geeft de andere CSI's hun opdrachten. Catherine voelt zich schuldig de ze Holly gesteund heeft om nog één zaak te doen en is welbereid om de zaak op zich te nemen. Nick is aangewezen om een zaak met Grissom te doen en Warrick is geschorst totdat de zaak van Holly Gribs is opgelost.
Grissom en Nick arriveren op de moordplaats en vinden Ted Sallinger die van het dak van het casino gevallen is. Ze vinden uit dat Sallinger de nacht ervoor 40 miljoen dollar heeft gewonnen en in de presidentiële suite heeft verbleven. Wanneer ze de suite onderzoeken vinden ze een kapotte champagnefles en bebloede handdoeken. Ze ondervragen Sallingers vriendin Jamie die zegt dat ze haar gedumpt heeft na het winnen van de jackpot. Omdat ze daardoor boos was, heeft ze hem aangevallen met de fles; hij is weggegaan en niet meer teruggekomen. De sleutelkaart bevestigt het verhaal.
Grissom en Nick experimenteren de val of hij was gevallen of geduwd. Ze concluderen dat hij geduwd is en vermoord. Sara verschijnt bij de scene en na een gelukkige reünie vraagt ze hem naar Holly.
Autopsie wijst uit dat hij vermoord is met een stomp voorwerp op zijn hoofd. Gissom en Nick vinden wat vezels op het horloge van het slachtoffer dat hij gekocht had nadat hij de suite verliet. De vezels zijn hetzelfde als de vezels van het tapijt. Grissom ontdekt het moorwapen, Een kandelaar, in de suite. Hij vraagt ook of de beveiliging het systeem wil controleren. Ze komen erachter dat het beveiligingssysteem niet werkt. Ze concluderen dat Jamie, Sallinger heeft vermoord nadat hij een horloge was gaan kopen. En toen van het dak af heeft geduwd.
Catherine inspecteert haar moordplaats en vindt een semafoon. Terug op het lab ontmoet Sara. Ze is geïrriteerd omdat ze Sara misschien haar zaak wil afpakken. Uiteindelijk besluit ze haar assistentie te vragen en Sara vraagt waar ze Warrick kan vinden. Catherine wijst haar naar de casino's.
Sara vindt Warrick aan een blackjacktafel. Hij vertelt haar dat hij wat koffie ging halen en dat het veilig leek omdat er een officier bij was toen Holy werd neergeschoten. Sara verdenkt hem ervan dat hij eigenlijk ging wedden en zegt dat Holy op de operatie tafel is overleden.
De semafoon gaat af en Catherine belt het nummer. Ze doet alsof ze geïnteresseerd is om "iets" te gaan doen en de verdachte geeft zijn adres. Zij en Brass gaan naar het motel en arresteren de man. Catherine valt een krabbel op zijn wang op. Ze neemt DNA vanonder Holly's nagel en het komt overeen met de verdachte.
Warrick krijgt een telefoontje van rechter Cohen dat hij op de verkeerde heeft geboden. Dat kost de rechter 10.000 dollar en beveelt hem dat hij het geld snel moet hebben en dat hij Warrick voor sommige dingen mag gebruiken.
Grissom vertelt Warrick over Sara's report en besluit om niet nog een collega te verliezen en dus mag Warrick blijven.